# ジョルダニス・ドゥラニョーナ
ジョルダニス・ドゥラニョーナ・ガルシア（Yordanys Durañona García、1988年6月16日 ‐ ）は、ドミニカ国代表として競技しているキューバ出身の陸上競技選手。専門は三段跳。2017年ロンドン世界選手権のファイナリストである。

## 経歴
父のミゲル (Miguel Durañona) は1968年にキューバ人初の2m超えを達成した元走高跳選手。従兄弟のロベルト・フリアン (Roberto Julián Duranona) は国際レベルの元ハンドボール選手。
キューバ人時代には2007年のキューバジュニア選手権で優勝、2009年の中央アメリカ・カリブ選手権で4位などの成績を残した。
ドミニカ国人の妻と結婚し、2011年12月29日にドミニカ国の市民権を取得。2013年からドミニカ国代表として国際大会に出場している。
オリンピック初出場となった2016年のリオデジャネイロオリンピックでは開会式と閉会式でドミニカ国選手団の旗手を務めた。
2017年のロンドン世界選手権では予選を全体10位（16m71/-0.2）で通過し、この種目でジェローム・ロメイン（1995年ヨーテボリ世界選手権の銅メダリスト）以来のドミニカ国人ファイナリストとなった。決勝では16m42（-0.2）と記録を落とし11位に終わった。

## 自己ベスト
- 記録欄の（　）内の数字は風速（m/s）で、+は追い風を意味する。

| 種目   | 記録           | 年月日        | 場所           | 備考           |
| 屋外   | 屋外           | 屋外          | 屋外           | 屋外           |
| ------ | -------------- | ------------- | -------------- | -------------- |
| 走幅跳 | 7m23           | 2011年2月18日 | ハバナ         |                |
| 三段跳 | 17m20（-1.0）  | 2014年8月16日 | メキシコシティ |                |
| 三段跳 | 17m28w（+3.5） | 2009年4月25日 | ハバナ         | 追い風参考記録 |
| 室内   |                |               |                |                |
| 三段跳 | 15m27          | 2016年3月19日 | ポートランド   |                |

## 主要大会成績
- 備考欄の記録は当時のもの

| 年         | 大会                                       | 場所             | 種目     | 結果     | 記録          | 備考       |
| キューバ   | キューバ                                   | キューバ         | キューバ | キューバ | キューバ      | キューバ   |
| ---------- | ------------------------------------------ | ---------------- | -------- | -------- | ------------- | ---------- |
| 2009       | 中米カリブ選手権 (en)                      | ハバナ           | 三段跳   | 4位      | 16m76         |            |
| ドミニカ国 |                                            |                  |          |          |               |            |
| 2013       | 中米カリブ選手権 (en)                      | モレリア         | 三段跳   | 優勝     | 16m45（-1.2） |            |
| 2014       | 英連邦競技大会 (en)                        | グラスゴー       | 三段跳   | 8位      | 15m81（+0.1） |            |
| 2014       | パンアメリカン スポーツフェスティバル (en) | メキシコシティ   | 三段跳   | 優勝     | 17m20（-1.0） |            |
| 2014       | 中米カリブ競技大会 (en)                    | ハラパ           | 三段跳   | 3位      | 16m67（-0.4） |            |
| 2015       | パンアメリカン競技大会 (en)                | トロント         | 三段跳   | 4位      | 16m72（+0.1） |            |
| 2015       | 北中米カリブ選手権 (en)                    | サンホセ         | 三段跳   | 優勝     | 16m98（+1.4） | 大会記録   |
| 2015       | 世界選手権                                 | 北京             | 三段跳   | 予選     | 16m27（+0.5） | 全体21位   |
| 2016       | 世界室内選手権                             | ポートランド     | 三段跳   | 16位     | 15m27         | 自己ベスト |
| 2016       | オリンピック                               | リオデジャネイロ | 三段跳   | 予選     | NM            |            |
| 2017       | 世界選手権                                 | ロンドン         | 三段跳   | 11位     | 16m42（-0.2） |            |
| 2018       | 英連邦競技大会 (en)                        | ゴールドコースト | 三段跳   | 2位      | 16m86 (-2.3)  |            |